# 이즈미 후카
이즈미 후카(일본어: 和泉風花, 2000년 1월 11일 ~ )는 일본의 성우이다. 2018년부터 연예계에서 활동해 왔으며, Z/X와 게임 케모노 프렌즈 3에 출연했다. 2024년에는 마법소녀를 동경해서에서 히이라기 우테나 역을 맡았다. HIGHSPEED Étoile의 주인공 린도 린 역에도 캐스팅되었다.

## 작품

### 애니메이션
- 예를 들어 라스트 던전 앞 마을의 소년이 초반 마을에서 사는 듯한 이야기
- 귀엽기만 한 게 아닌 시키모리 양
- 내 마음의 위험한 녀석
- 푸른 오케스트라
- 마법소녀를 동경해서
- HIGHSPEED Étoile

### 비디오 게임
- 케모노 프렌즈
- 마기아 레코드 마법소녀 마도카☆마기카 외전
- Re:스테이지!
- 마계전기 디스가이아 6